# 御山櫻
御山 櫻（みやま さくら、本名:後藤小夜子、19??年10月21日 - ）とは元宝塚歌劇団星組組長。兵庫県西宮市出身。父は医事ジャーナリストの後藤龍吉、妹は元月組副組長の岬ありさ。芸名の由来は新百人一首より。宝塚歌劇団時代の愛称はゴットン。以前は深山 さくら（みやま -）であった。

## 来歴
1940年に宝塚音楽舞踊学校（現在の宝塚音楽学校）に入学し、1943年に30期生として、宝塚歌劇団に入団。初舞台公演演目は『海軍』。
1952年から1953年まで星組組長を務める。
1962年に宝塚歌劇団を退団。

## 宝塚歌劇団時代の主な舞台
- 『ダル・レークの恋』クリスナ（カマラの叔父） 役（1959年7月）